# Mollendo
Mollendo − miasto w regionie Arequipa, w południowym Peru, nad Oceanem Spokojnym. Około 29 tys. mieszkańców.
W mieście rozwinął się przemysł spożywczy, włókienniczy oraz cementowy.